# Sumarlide skald
Sumarlide skald (Sumarliði skáld) var en isländsk furstelovskald som levde på 1100-talet. Han är endast känd från Skáldatal, där han sägs ha varit hovskald hos kungarna Sverre i Norge och Sverker Karlsson i Sverige. Av Sumarlides diktning har ingenting bevarats. Det är möjligt att Sumarlide var far till den också i Skáldatal omtalade hovskalden Ljot.